# SK Telecom
SK Telecom Co., Ltd. (Hangul: SK텔레콤 or 에스케이텔레콤) (KRX: 017670

, NYSE: SKM) er en sydkoreansk operatør af trådløs telekommunikation. Selskabet kontrolleres af konglomeratet SK Group.
SK Telecom var i 2008 Sydkoreas største udbyder af mobiltelefoni med en markedsandel på 50,5 %. Siden etableringen 29. marts 1984 har virksomheden udviklet sig fra første generations mobiltelefoni til anden generations CDMA, og til verdens første udbyder af tredje generations IMT-2000-mobiltelefoni. SK Telecom blev også den første udbyder med kommerciel drift af HSDPA i maj 2006.
25. juni 2013 lancerede SK Telecom verdens første LTE Advanced-netværk, med datahastigheder på op til 150 Mbps. Dermed blev det verdens første mobilselskab, der kunne tilbyde reel 4G. Endvidere bekendtgjorde SK Telecom, at de forventer datahastigheder på op til 500 Mbps i 2015.
Virksomhedens nuværende services inkluderer NATE, en kablet og trådløs integreret multi-Internet service, June, en multimedie-service, MONETA, en finansiel service, Telematisk service såsom NATE Drive og en Digital Home service. I 2004 lancerede SK Telecom Hanbyul, verdens første DMB satellit. Udbyderen leverer satellit DMB til kunderne i datterselskabet TU Media Corp.
SK Telecom udbyder også en række internetservices, flere af dem gennem datterselskabet SK Communications. Cyworld er en af de mest populære blog-tjenester i Sydkorea og NateOn er et af de mest populære instant messenger-programmer.

## Historie
SK Telecom blev etableret 29. marts 1984 under navnet Korea Mobile Telecommunications Services Corp., men skiftede i maj 1988 navn til Hankuk Idong Tongshin Corp.. Det var et 100 % ejet datterselskab til det statslige telemonopol, Korea Telecom. I juni 1994 blev SK Group (tidligere Sunkyong Group) Hankuk Idong Tongshins største aktionær. Hankuk Idong Tongshin blev officielt en del af SK Group i januar 1997 og skiftede navn til SK Telecom i marts samme år.
I oktober 2000 blev SK Telecom den anden operatør i verden efter NTT DoCoMo, der lancerede en kommerciel 3G-service ved brug af W-CDMA-teknologi. I januar 2002 blev dette efterfulgt af verdens første CDMA2000 1xEV-DO-netværk, med klart højere datahastigheder.